# Бронепалубные крейсера типа «Бархэм»
Бронепалубные крейсера типа «Бархэм» — серия крейсеров 3-го класса британского королевского флота, построенная в 1880-х гг. XIX века. Стали вариантом крейсеров типа «Барракута» (англ. Barracouta). Предназначались для службы на Средиземном море. Всего было построено 2 единицы: «Бархэм» (англ. Barham), «Беллона» (англ. Bellona).
В дальнейшем Королевский флот предпочёл развивать более крупный тип «Перл», который, в свою очередь, стал уменьшенной версией крейсеров 2-го класса типа «Медея».

## Служба
|           | заложен            | спущен              | вступил в строй   | судьба |
| --------- | ------------------ | ------------------- | ----------------- | ------ |
| «Барэм»   | 22 октября 1888 г. | 11 сентября 1889 г. | в строю с 1890 г. |        |
| «Беллона» | 1889 г.            | 29 августа 1890 г.  | в строю с 1891 г. |        |